# Sidi Ifni (província)
A província de Sidi Ifni é uma subdivisão da região de Guelmim-Oued Noun de Marrocos, situada na costa atlântica sul do país. Criada em 2009, tem 31 907 km² de área e em 2014 tinha 115 691 habitantes. A sua capital é a cidade de Sidi Ifni.

## Limites
Os limites da província são:
- Norte: Província de Tiznit
- Leste: Província de Tata
- Sul: Província de Guelmim
- Oeste: Oceano Atlântico

## História
Entre 1934 e 1969 parte da província fez parte do território espanhol de Ifni (comunas de Arbaa Ait Abdellah, Imi N'Fast, Mesti, Sbouya, Tangarfa, Tioughza e Tnine Amellou). A atual província foi criada em 2009 a partir da divisão da província de Tiznit.

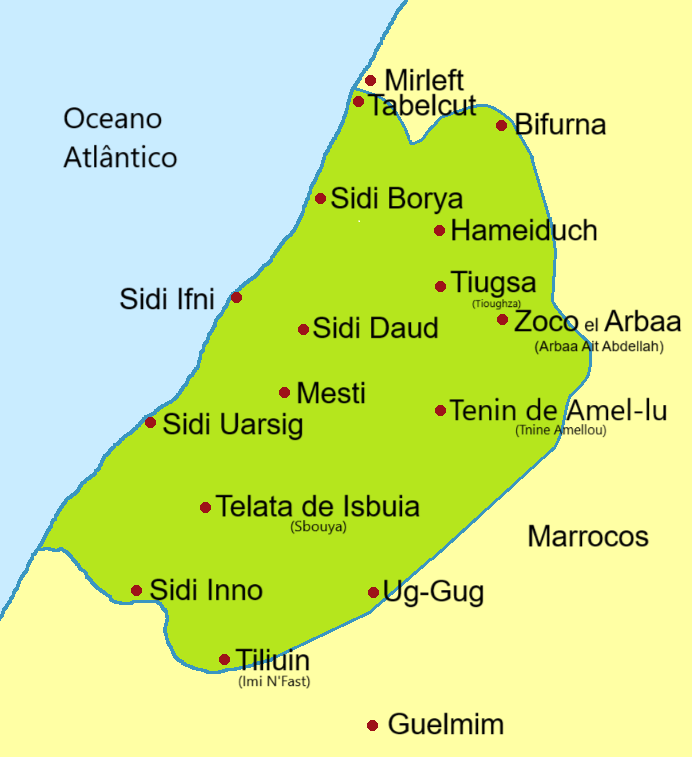
O território Espanhol de Ifni em 1957

## Geografia

### Relevo
A província pertence à parte ocidental do Antiatlas. A nível físico distingue-se em duas zonas; a zona montanhosa do interior (Lakhssas) com predominância de pastagens e a zona montanhosa costeira (Sidi Ifni) com vocação para os cactos. A província possui uma costa de mais de 80 km.

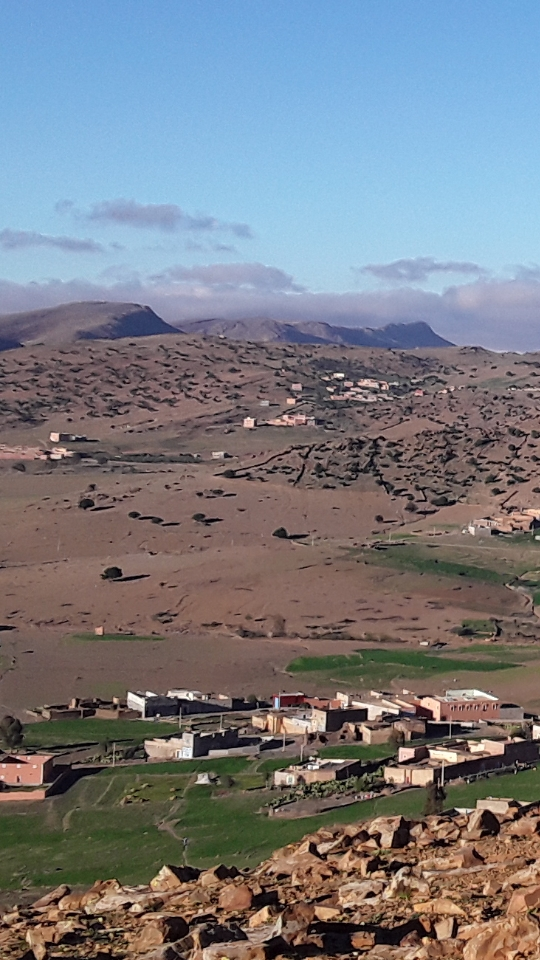
Interior da Província
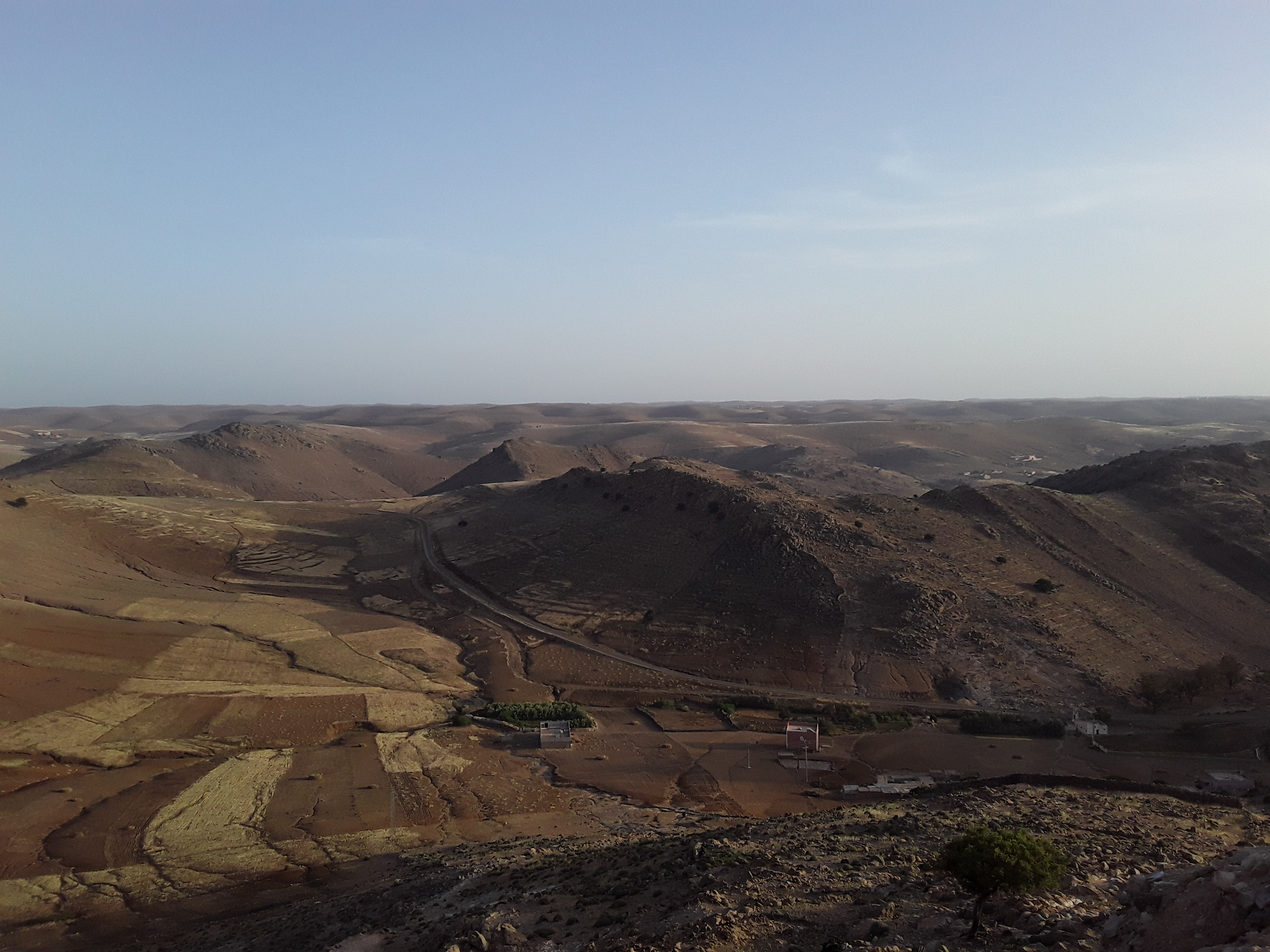
Interior da província

### Recursos hídricos
A província faz parte da bacia hidráulica do Tiznit-Ifni. O curso de água é o uede Ifni. A principal fonte de abastecimento de água da província é a barragem Youssef Ben Tachafine, no rio Massa. As águas subterrâneas são escassas.

### Clima
O clima da província é caracterizado pelo clima seco, por um volume diminuto de chuvas e a precipitação é concentrada na estação fria. A precipitação média anual varia de 250 a 300 mm e a temperatura média anual é de 25 °C, com máxima de 33 °C em agosto e mínima de 18 °C em janeiro.

## Subdivisões administrativas
Nas áreas urbanas a província divide-se em municípios. Nas áreas rurais a província divide-se em comunas. As comunas contíguas constituem círculos.

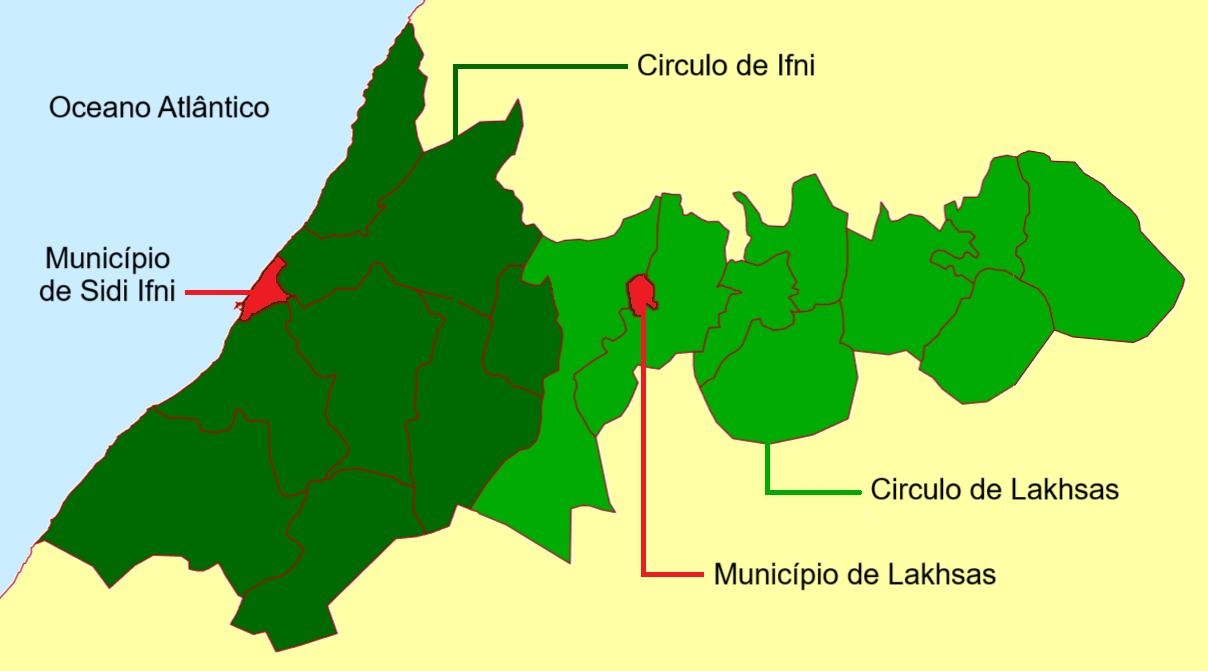
As subdivisões da província

### Municípios
| Municípios | Área     | Habitantes |         |         |
| Municípios | (em km²) | em 2014    | em 2004 | em 1994 |
| ---------- | -------- | ---------- | ------- | ------- |
| Sidi Ifni  | 19,45    | 21 618     | 20 051  | 19 722  |
| Lakhsas    | 10,83    | 4 729      | 4 194   | 3 329   |

### Círculos e comunas
As áreas rurais da província constituem 17 comunas, agrupadas em 2 círculos.

#### Círculo de Ifni
Círculo constituído por 8 comunas, tinha 39 667 habitantes em 2014.
| Comunas            | Comunas       | Área | Habitantes | Habitantes |
| Nome em            | Nome em       | Área | Habitantes | Habitantes |
| Francês            | Espanhol      | km²  | em 2014    | em 2004    |
| ------------------ | ------------- | ---- | ---------- | ---------- |
| Tioughza           | Tiugsa        | 280  | 10 577     | 12 268     |
| Mirleft            |               | 239  | 8 162      | 7 026      |
| Tangarfa           | Taguenza      | 170  | 4 706      | 5 471      |
| Sbouya             | Esbuia        | 335  | 3 944      | 5 028      |
| Tnine Amellou      | Amel-lu       | 92   | 3 674      | 4 534      |
| Arbaa Ait Abdellah | Zoco el Arbaa | 120  | 3 208      | 3 921      |
| Mesti              |               | 178  | 2 931      | 3 548      |
| Imi N'Fast         |               | 270  | 2 465      | 2 781      |

##### Principais povoações do círculo de Ifni
- Mirleft, localidade pertencente à comuna de Mirleft tinha 4 664 habitantes em 2014.[7]

#### Círculo de Lakhsas
Círculo constituído por 9 comunas, tinha 49 677 habitantes em 2014.
| Comuna                  | Área | Habitantes | Habitantes |
| Comuna                  | km²  | em 2014    | em 2004    |
| ----------------------- | ---- | ---------- | ---------- |
| Ait Erkha               | 110  | 5 112      | 5 842      |
| Anfeg                   | 194  | 5 071      | 8 093      |
| Boutrouch               | 140  | 3 650      | 4 496      |
| Ibdar                   | 275  | 5 140      | 5 194      |
| Sebt Ennabour           | 100  | 7 222      | 8 329      |
| Sidi Abdallah Ou Belaid | 160  | 4 702      | 5 233      |
| Sidi H'saine Ou Ali     | 140  | 6 064      | 6 960      |
| Sidi M'bark             | 190  | 6 110      | 6 932      |
| Tighirt                 | 180  | 6 606      | 7 879      |

## Demografia

### Crescimento demográfico
O crescimento demográfico da província foi a seguinte:
|            | 1994    | 2004    | 2014    |
| ---------- | ------- | ------- | ------- |
| Habitantes | 133 655 | 127 781 | 115 691 |

### População urbana e rural
A distribuição populacional em termos urbanos e rurais era a seguinte:
| Em               | 2014    | 2004    |
| ---------------- | ------- | ------- |
| População urbana | 31 011  | 24 245  |
| População rural  | 84 680  | 103 536 |
| População total  | 115 691 | 127 781 |

### Etnias
A nível tribal o círculo de Ifni é habitada pelas tribos berberes dos Ait Boubker, Ait Lazza, Ait Abdallah, Ait Elkhoms, Sboya e Imestiten, pertencentes a confederação dos Aït Baamrane.

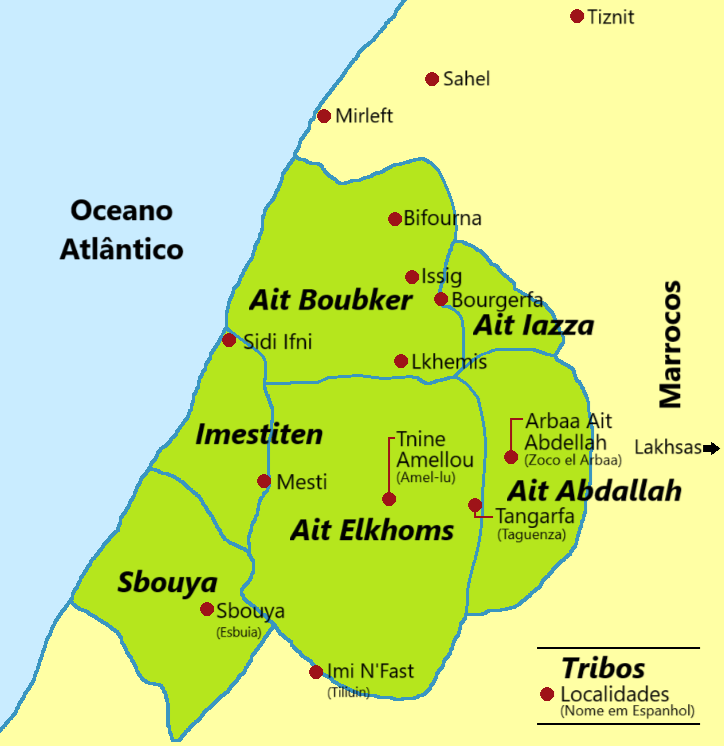
Distribuição tribal existente, no território povoado pelas tribos da confederação dos Aït Baamrane

## Economia

### Agricultura
A área agrícola útil da província é de 63 565 hectares, sendo 63 020 de agricultura de sequeiro e 545 de agricultura de regadio.  As principais culturas agrícolas são o trigo duro, trigo mole, cevada, oliveira e a amendoeira. Em termos de pecuária a predominância é o gado ovino, seguido pelo gado caprino, pelo gado bovino e pelos camelos.

### Pesca
Nos 80 km de faixa costeira da província pratica-se predominantemente a pesca artesanal, sendo os principais produtos a sardinha, a cavala e as anchovas.

### Indústria
O tecido industrial da província é embrionário, sendo constituído por pequenas empresas ligadas a construção e a pesca.

#### Artesanato
O artesanato da província está ligado aos ofícios tradicionais, e inclui a tecelagem, trabalhos em madeira, a construção tradicional, as ferragens, etc. A nível de organização salienta-se a existência de um grande numero de cooperativas.

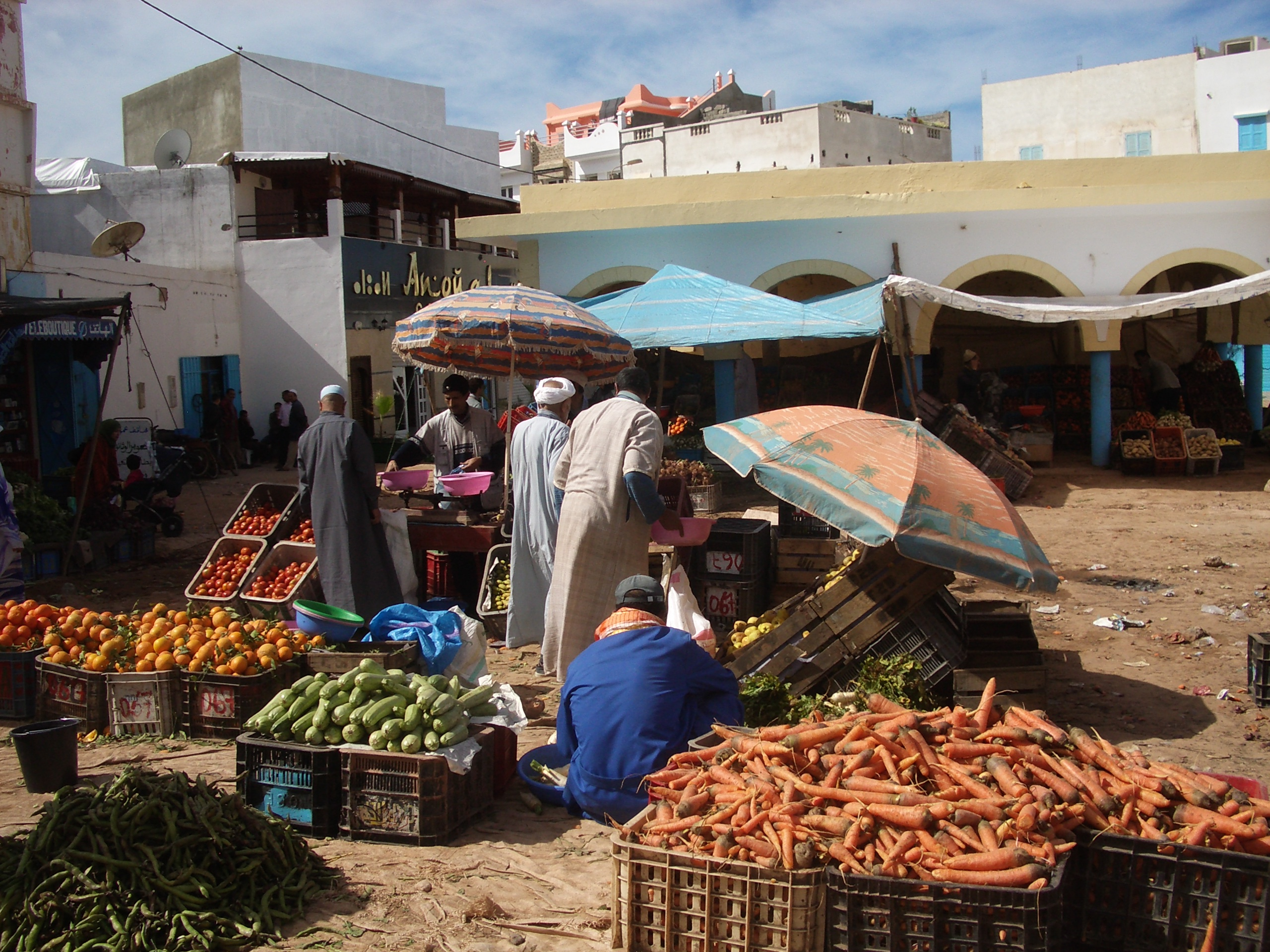
Mercado tradicional em Mirleft.

### Turismo
A oferta turística na faixa costeira é constituída pelas praias de Sidi Ifni, Legzira, Mirleft, Kzira, Sidi Warzek, Amy Natrka entre outras. No interior, a diversificação do seu relevo proporciona uma variedade de paisagens naturais, como a gruta de Afri Naabou na comunidade de Sidi Mbarek. O artesanato atrai os apreciadores do turismo cultural. Outro fator de atração é a arquitetura deixada pelos espanhóis.

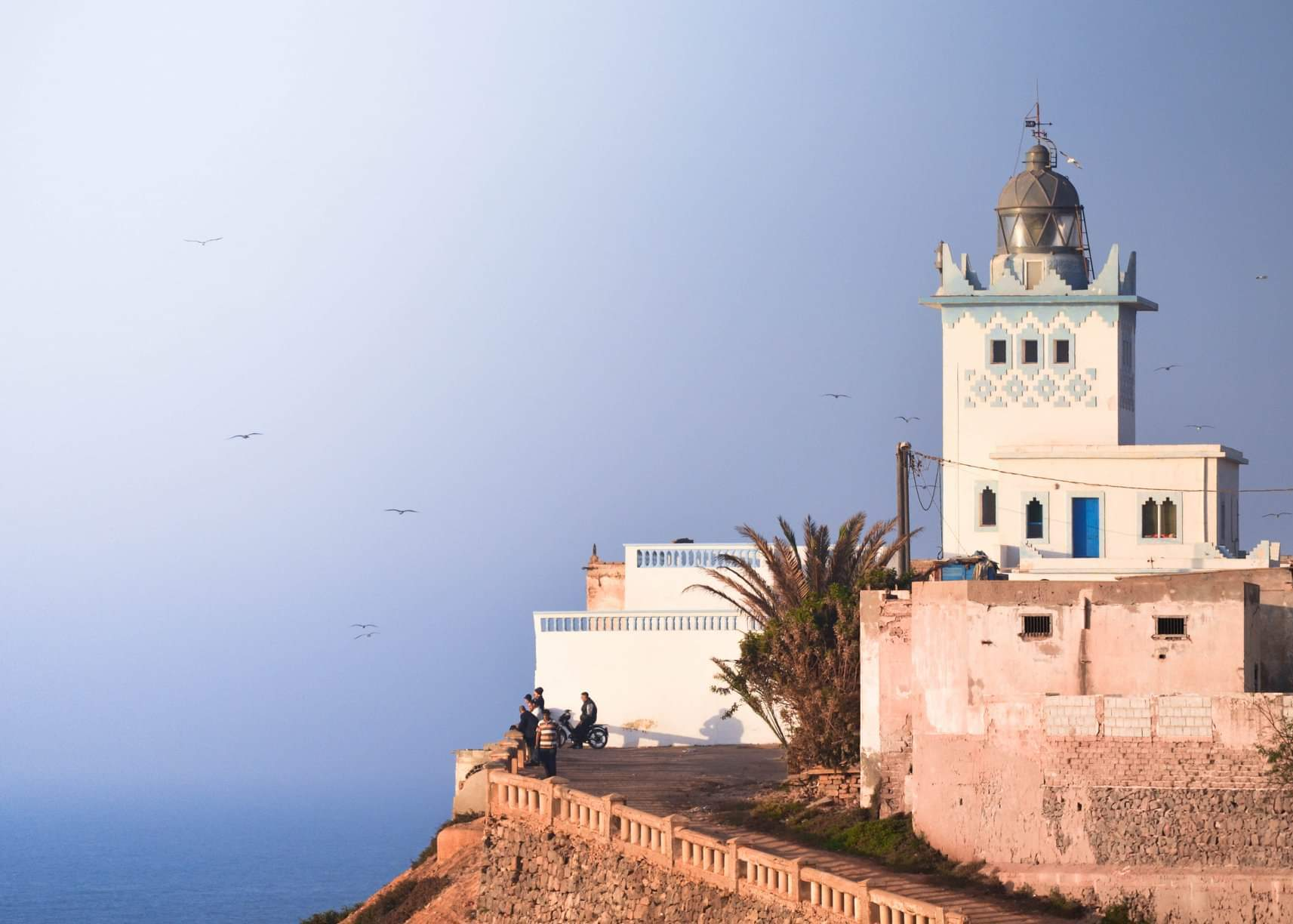
Farol de Sidi Ifni
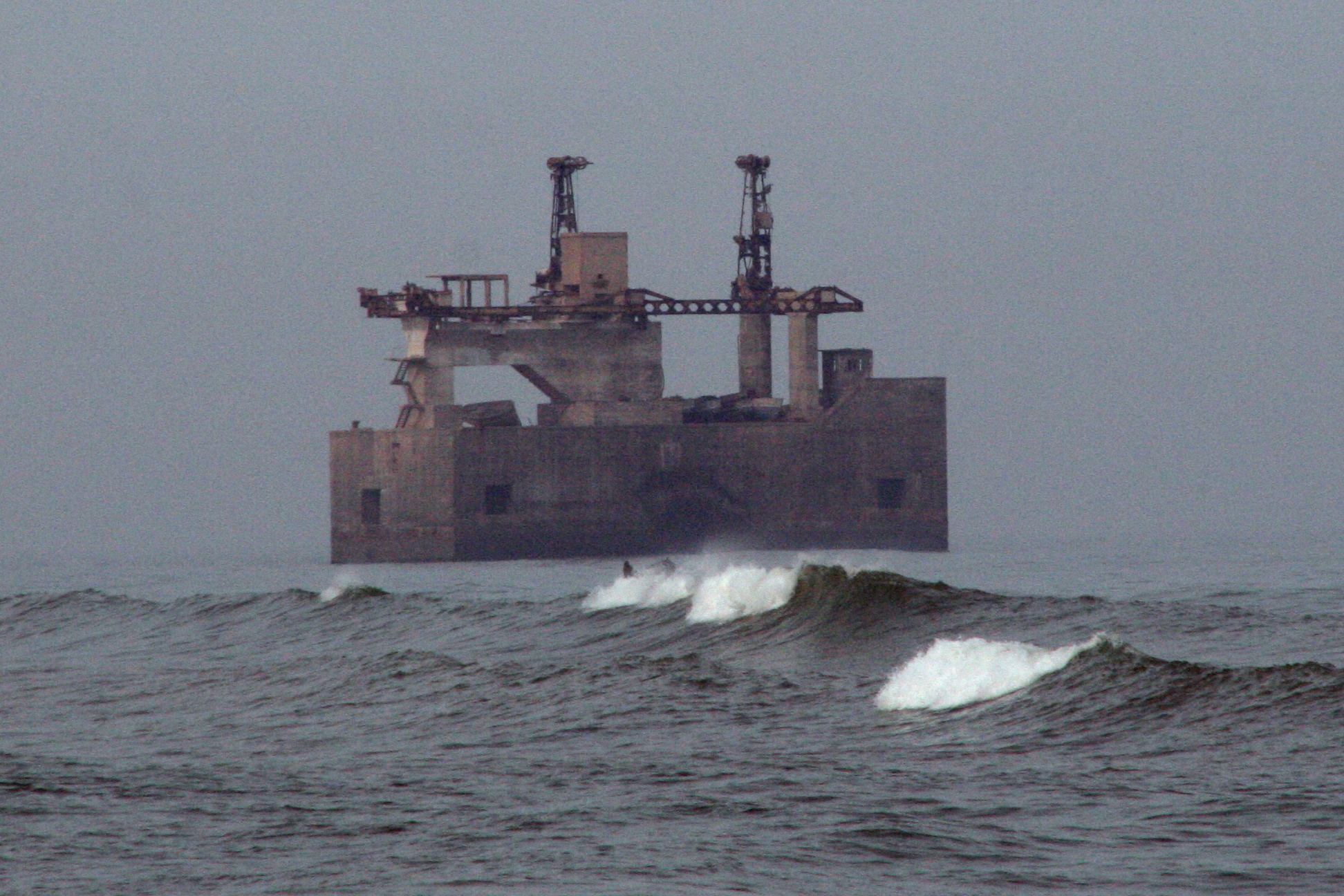
Porto teleférico de Sidi Ifni, construído pelos espanhóis
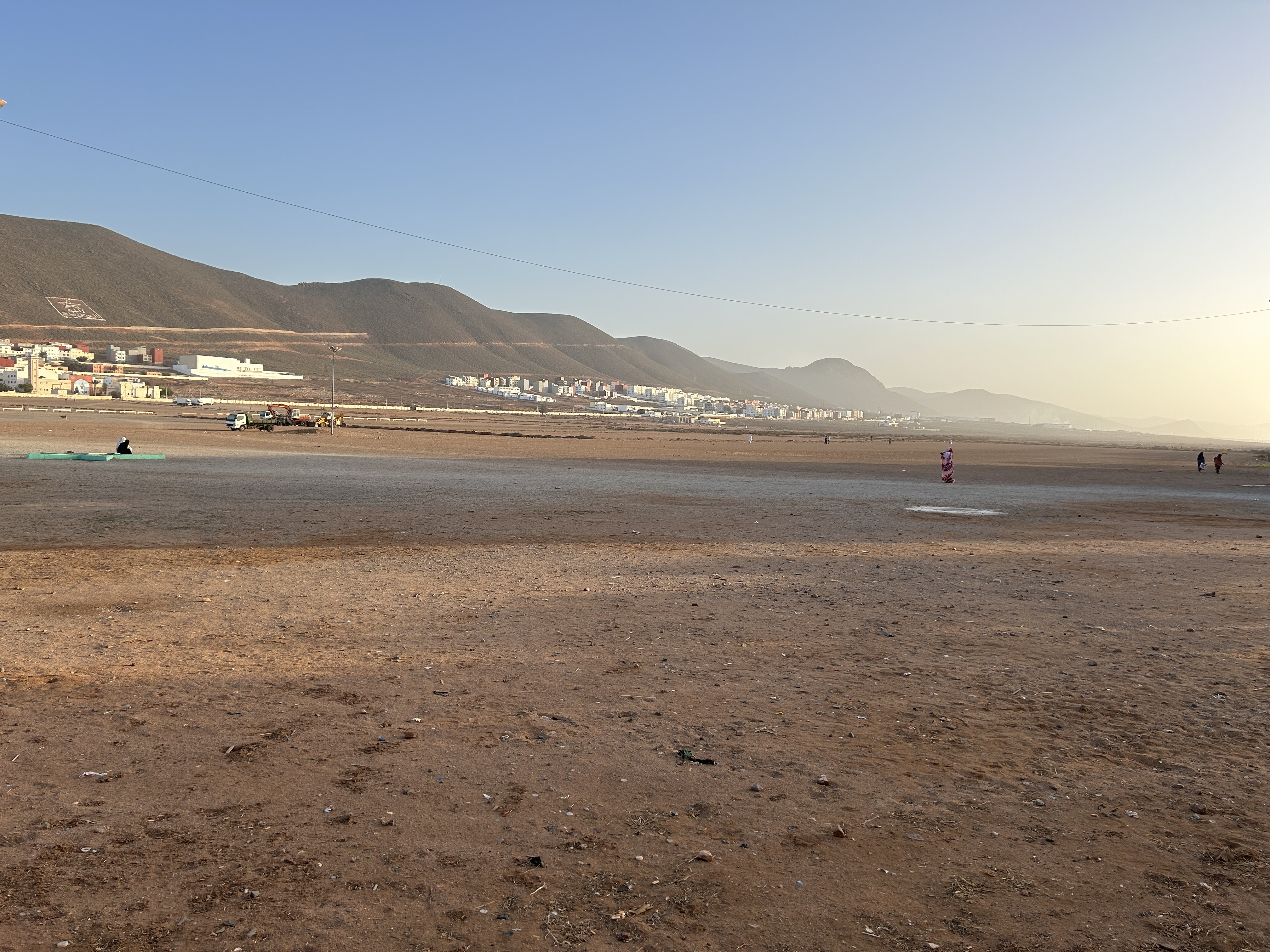
Praia de Sidi Ifni
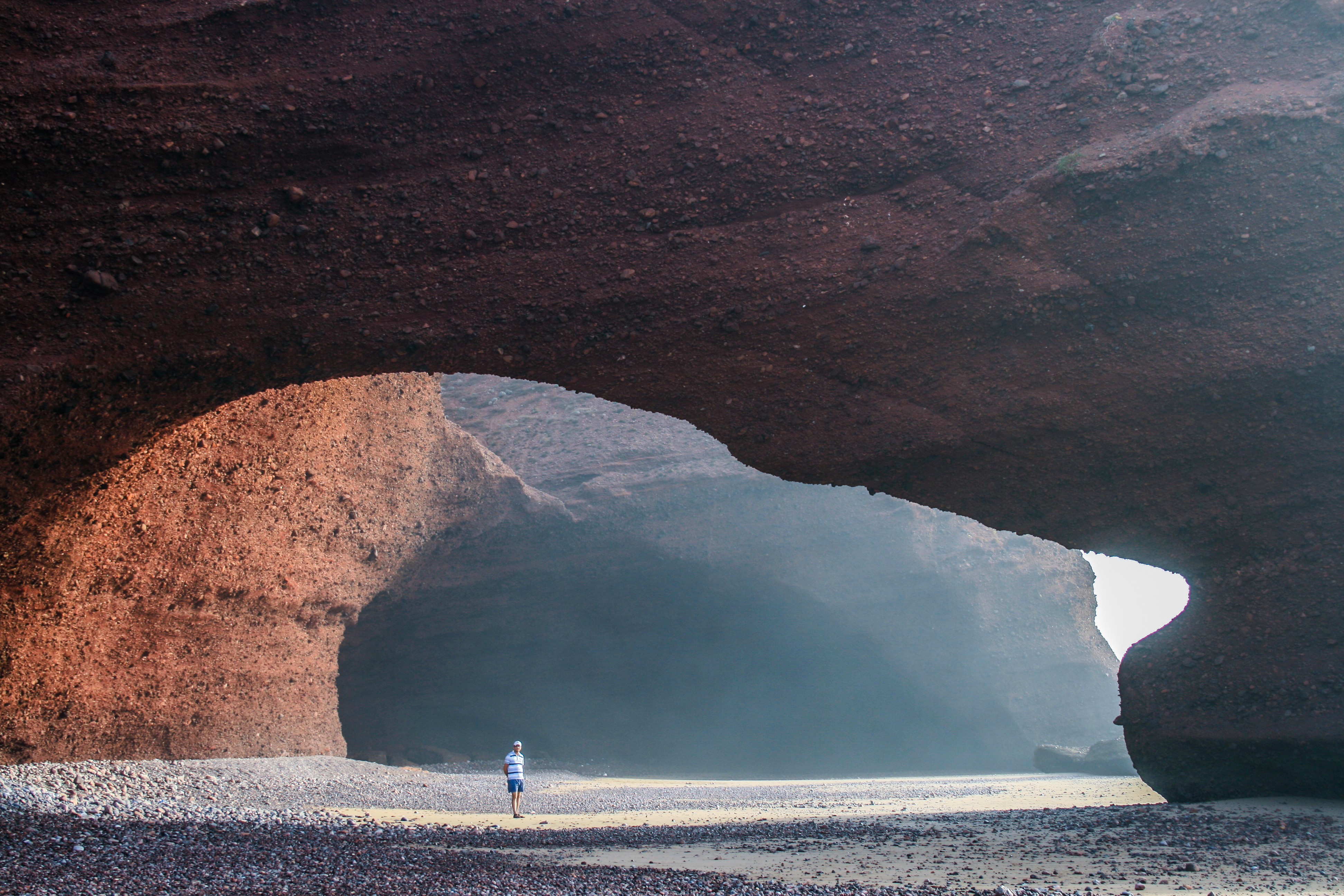
Praia de Legzira
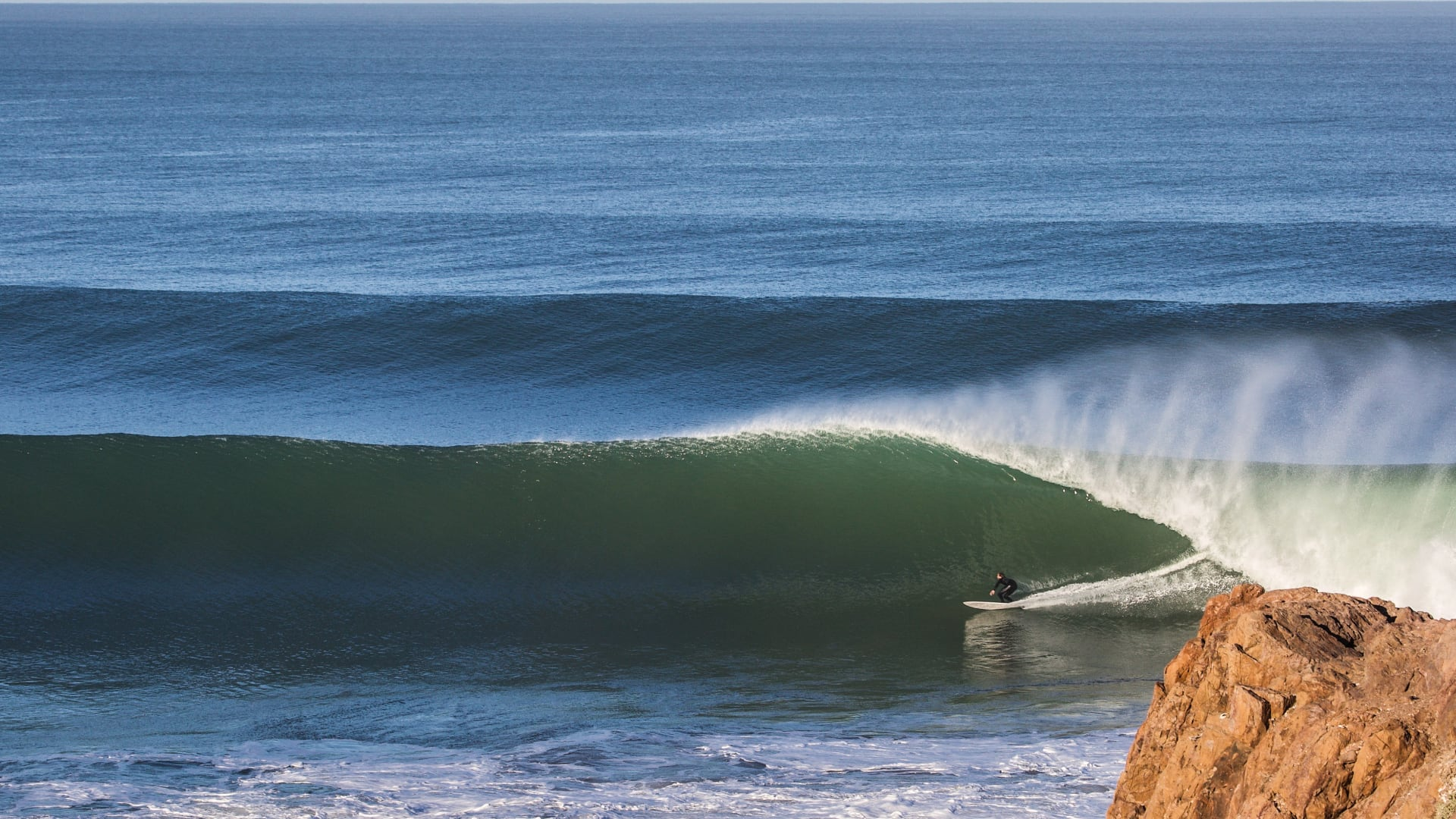
Surf em Mirleft

### Comércio
Em Sidi Ifni, Tioughza, Mirleft e Lakhssass realizam-se semanalmente socos (mercados) semanais, onde se vendem os produtos agrícolas e pecuários locais e outros produtos.

## Transportes
A rede rodoviária na província de Sidi Ifni totalizava 495 km em 2016. A estradas provinciais totalizavam uma extensão de 390 km, as estradas nacionais uma extensão de 67 km e as estradas regionais representavam uma extensão de 38km.
O porto de Sidi Ifni está localizado aproximadamente 170 km a sul de Agadir e a sua principal vocação é a pesca.

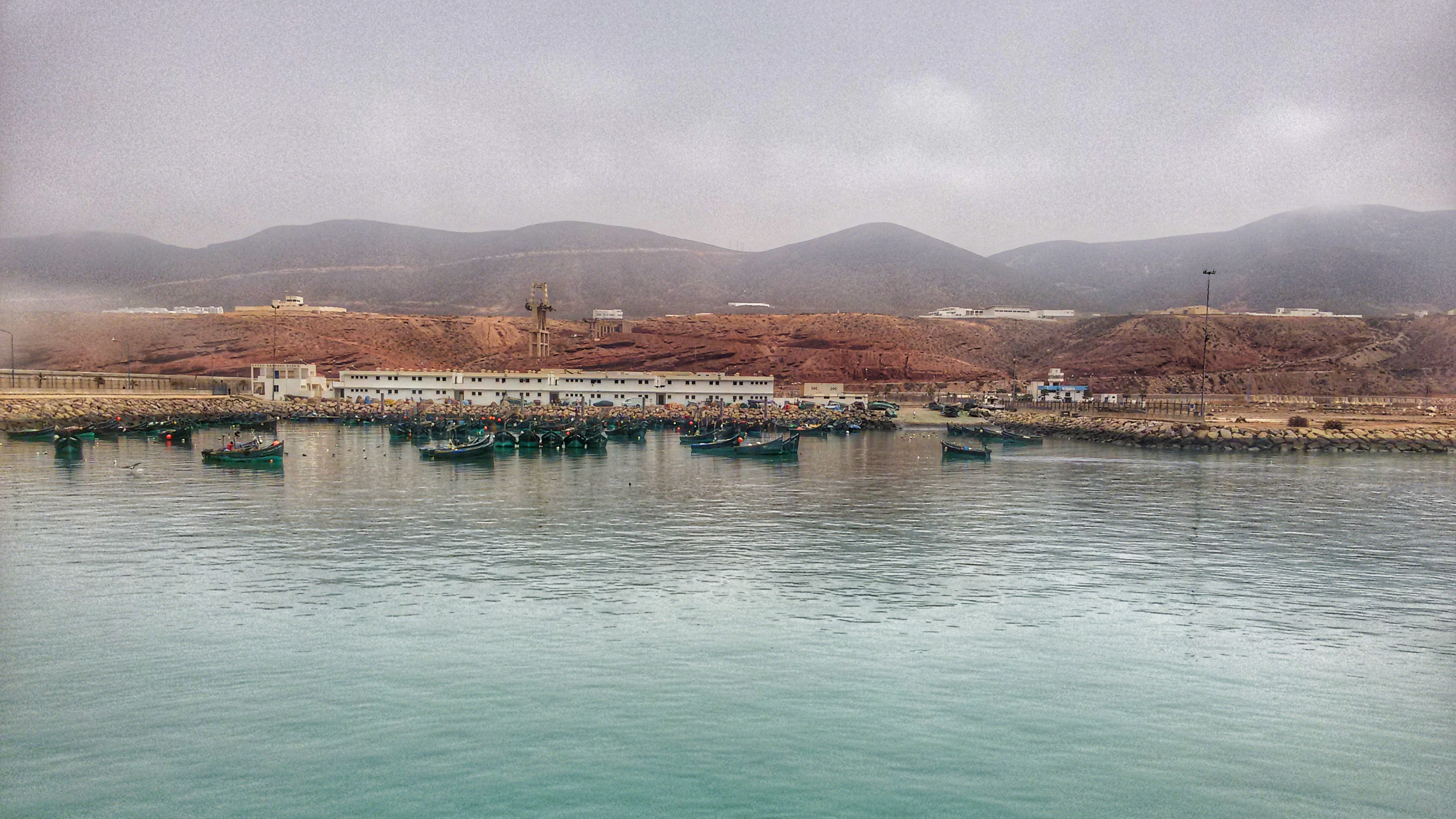
Porto de Sidi Ifni.